# Johanna Müller-Hermann
Johanna Müller-Hermann (15 januari 1878 – 19 april 1941) was een Oostenrijks componiste en muziekpedagoog.

## Leven
Müller-Hermann gaf na haar huwelijk haar carrière als leerkracht aan de lagere school op om componiste te worden. Ze ging studeren bij Alexander von Zemlinsky en Josef Foerster. In 1918 nam ze Foersters positie als leerkracht muziektheorie en compositie aan het Neues Wiener Konservatorium over. Ze was een van de meest vooraanstaande Europese vrouwelijke componisten van orkestrale muziek en kamermuziek van haar tijd. Hoewel ze grote faam genoot tijdens haar leven, bestaat er weinig literatuur over haar.
Dokter Carola Darwin beschrijft haar als volgt: The contribution of women to Vienna’s creative life at this period has been largely forgotten as the result of Nazi ideology, as well as the general destruction of the Second World War... Johanna Müller-Hermann’s works deserve a much wider hearing, not only because of their intrinsic quality, but also because they were an integral part of the Vienna’s extraordinary creative flowering. (De bijdragen die vrouwen leverden aan het Weense creatieve leven in deze periode zijn grotendeels vergeten als resultaat van de nazi ideologie en de algemene vernieling tijdens de Tweede Wereldoorlog... Johanna Müller-Hermanns oeuvre verdient een veel groter publiek, dit niet alleen vanwege hun intrinsieke kwaliteit, maar ook omdat het een integraal deel uitmaakte van de bloeiende creativiteit van Wenen.)

## Oeuvre
Müller-Hermann componeerde onder meer een oratorium getiteld Lied der Erinnerung: In Memoriam (met tekst van Walt Whitman) en een symfonische fantasie op basis van Ibsens toneelstuk Brand. Haar Lied der Erinnerung: In Memoriam (1930) is een werk op grootse schaal. Het maakt gebruik van een groot orkest, een koor en solostemmen. Het werk volgt de traditie van Arnold Schönbergs Gurre-Lieder. Mogelijk kende Müller-Hermann Schönberg persoonlijk, of zo blijkt uit een brief die ze naar hem schreef in 1911.

### Liederen
(voor solostem en piano)
- Sieben Lieder, op. 1 (uitgegeven door in 1895)
- Fünf Lieder, op. 2
- Vier Lieder, op. 4
- Zwei Frauenchöre mit Orchester, op. 10
- Vier Lieder, op. 14, naar Jens Peter Jacobsen voor 1 stem met pianobegeleiding. 1. Landschaft. 2. Sonnenuntergang. Den Lenz laß kommen. Polka. (1915, opgedragen aan Alma Mahler-Werfel)
- Drei Lieder, op. 19
- Vier Lieder, op. 20
- Deutscher Schwur für Männerchor und Orchester, op. 22
- Herbstlieder, op. 28
- Drei Lieder, op. 32 (Nr. 1 met orkestrale begeleiding)
- Zwei Gesänge für eine Singstimme mit Orchester, op. 33

### Cantates
- Lied der Erinnerung, op. 30

### Sonates
- Sonate d-Moll für Violine und Klavier, op. 5
- Sonate für Violoncello und Klavier, op. 17